# Ashford (Surrey)
Ashford Anglia délkeleti részén fekvő kisváros Surrey megyében. Lényegében egy kiterjedt peremvárosi lakóövezet a londoni Charing Crosstól 24,9 kilométerre. A lakosság 25,240 fő.
A településre sokáig csak Ashford, Middlesexként hivatkoztak, hogy megkülönböztessék a Kentben lévő Ashfordtól. Middlesex megye  1965-ös megszűnésével pedig Ashford, Surreyként jelölik.

## Történelme
A városban találtak bronzkori műalkotásokat és egy henge is állhatott abban az időben a területen. A norman hódítás után a mezőgazdasági szerepe hangsúlyozódott ki. A kora középkorban a Domesday Book Echelford néven tesz róla említést, továbbá feljegyzi, hogy a majorsághoz egy rét és egy eke tartozott.

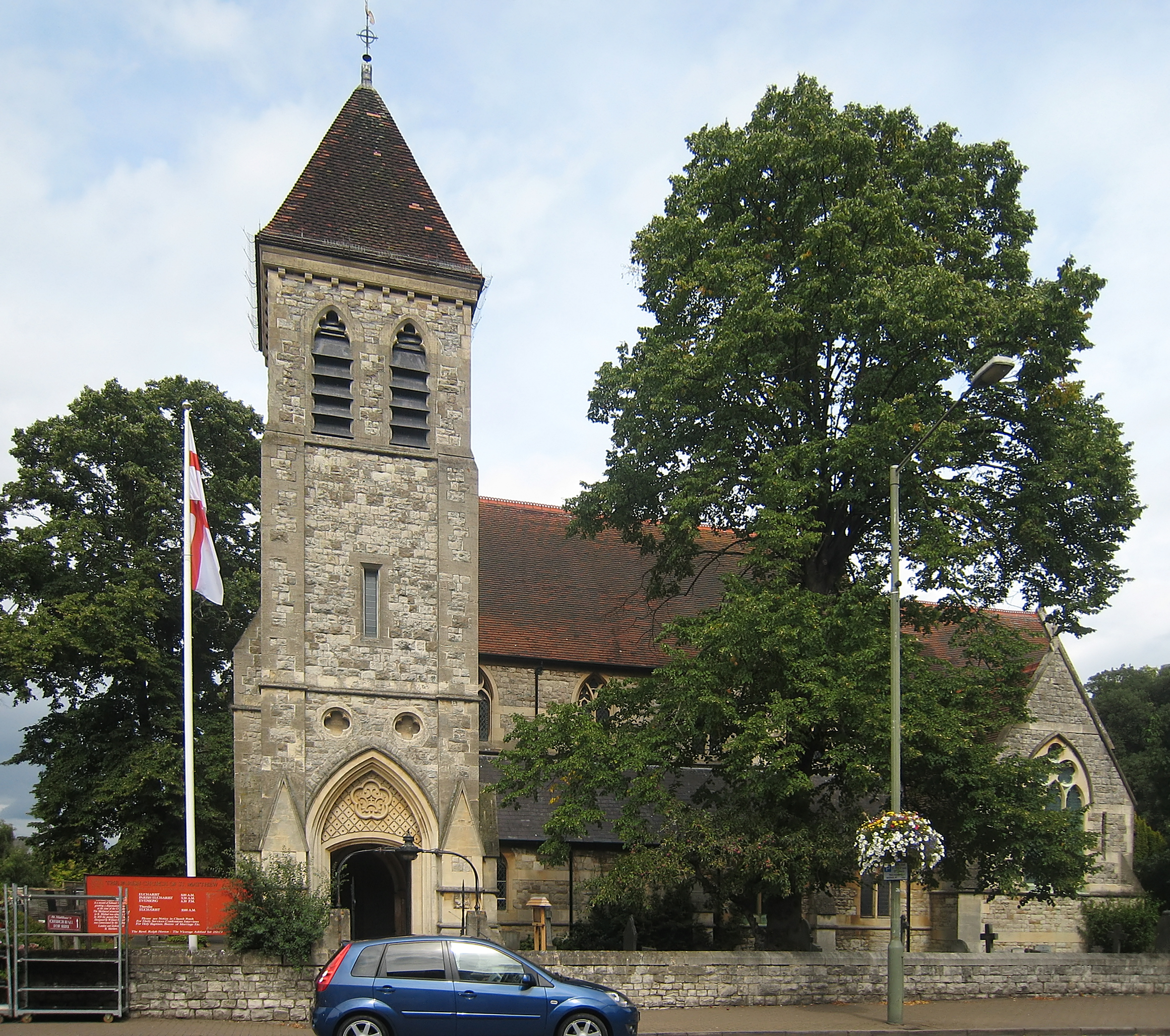
az 1858-ban épült Szent Máté templom

1227-ben a Westminsteri apátság felügyelete alá került, egészen az 1530-as évekig, amíg VIII. Henrik fel nem oszlatta a kolostorokat. 1542-ben Henrik egy Richard Ellis nevezetű nemesembernek adta bérbe az apátságot. 1602-ben pedig I. Erzsébet Guy Godolphinnak adományozta, aki John Smythenek adta el, majd rövidesen Urias Babingtonhoz került a birtok, ami az ezt következő évszázadokban több tulajdonost is cserélt.
A vasút 1848-ban érkezett meg Ashfordba, ami ekkoriban még csak kis vidéki falunak számított mezőgazdasági területtel és erdőséggel körülvéve. A lakossága is csak 500 fő körül volt. 1857. július 13-án Albert herceg érkezett látogatóba felavatni egy leányiskolát. Az esemény alkalmából a vasúti pályaudvart is átépítették.
1871-re a lakosság megduplázódott, sok ház és utca épült meg. Az 1901-es népszámlálás szerint a lakosság 4816 fő volt, ami manapság 30 ezer körül mozog.

## Gazdasága
Ashfordban London legtöbb peremvárosához hasonlóan alacsony a munkanélküliség. Jó lehetőség a város számára a Heathrow, de sok embert foglalkoztat a BP is.

## Sport
A város labdarúgócsapata az Ashford Town FC, de a futball mellett működik krikett, gyeplabda, tenisz, asztalitenisz, aikido, karate, torna, vitorlázó, golf és bowling egyesület is. Emellett a helyi kosárlabdacsapat, a Spelthorne Atoms, rendelkezik az egyik legjobb brit ifjúsági csapattal számos alkalommal elérve az országos döntőt.